# Bồ câu Serbia

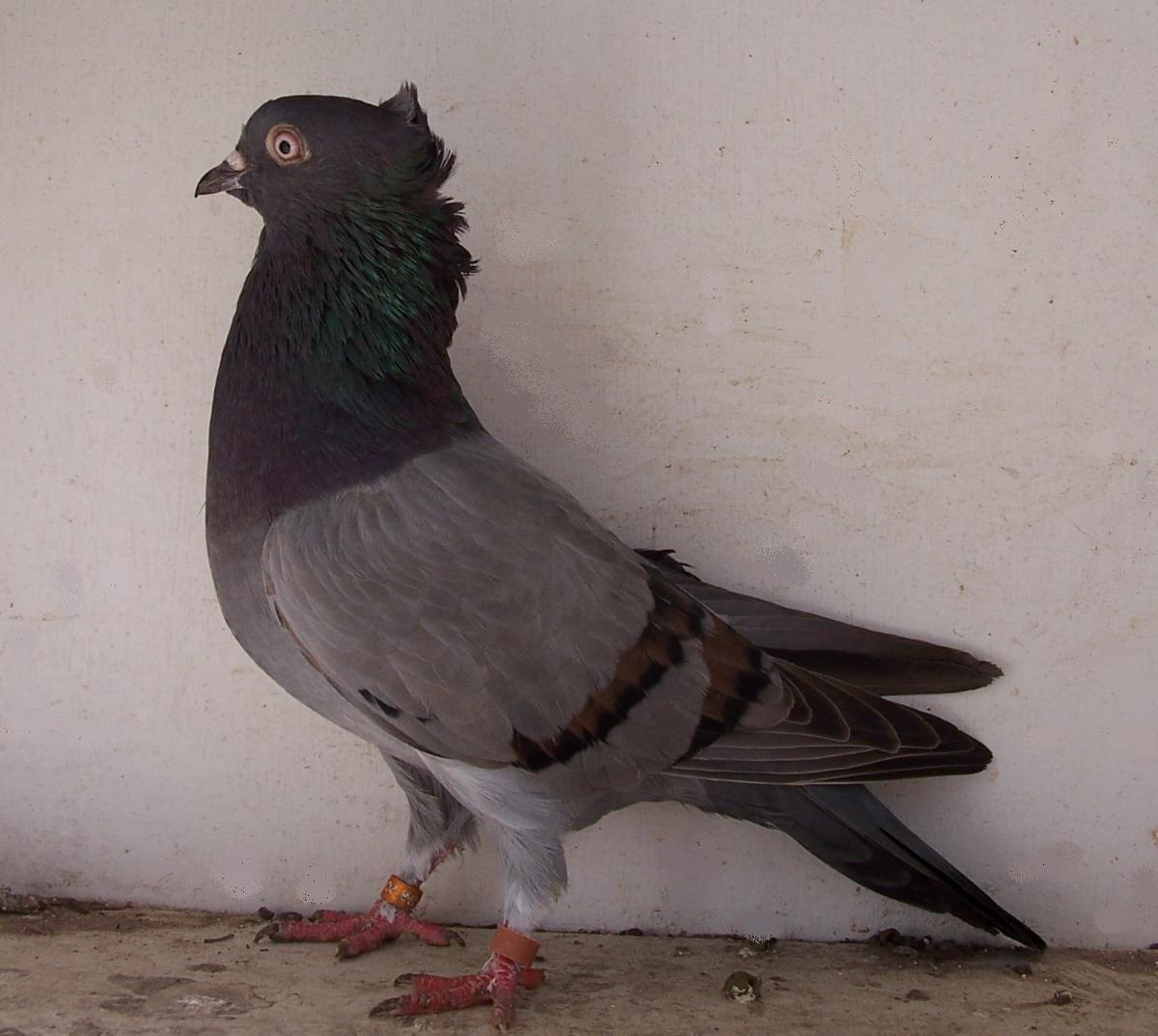
Một con bồ câu Serbia

Bồ câu Serbia (Serbian Highflyer) là một giống bồ câu nhà có nguồn gốc từ Serbia, trước là thuộc Nam Tư cũ, chúng có đặc điểm được lai tạo cho việc tạo độ bền và dai sức trong những chuyến bay. Giống này được đặc trưng bởi các chuyến bay vòng tròn dài lên đến 15 giờ và nó có thể bay cao như 1500 mét. Có khoảng 20.000 nhà nuôi chim của giống bồ câu này ở Serbia.

## Xuất xứ
Từ thành phố Belgrade, Serbia, Nam Tư cũ, một sự sáng tạo tương đối gần đây mà không được đề cập bởi Wendell Levi trong văn bản của mình với tên gọi là Bồ câu. Một số bằng chứng tồn tại mà loài này là hậu duệ của bồ câu Illyria ("The Illyria Pigeon"). Điều này sẽ làm cho bồ câu Serbia như là một hiện thân của Tổng lãnh thiên thần trong đó có một loại cơ thể tương tự. Đỉnh (lông hếch sau đầu) trên đến với một "đỉnh" trong khi đỉnh của bồ câu Serbia được mô tả như là có hình dạng "thuổng".
Giống bồ câu này được duy trì chủ yếu như một loài chim bay có hiệu suất cho khả năng chịu đựng và bay cao, và như vậy là hơn giống như chim bồ câu người say rượu. Nó có một vùng phái sau mạnh mẽ ở nước xuất xứ nơi các cuộc thi được tổ chức bay. Một giống hiếm ngoài nước xuất xứ. Có một số tín đồ mạnh trong tình trạng đang bay cao trên thế giới. Không thường được xem như một con chim bồ câu triển lãm. Tuy nhiên một tiêu chuẩn chương trình đã được thông qua bởi ANPA (Hiệp hội bồ câu Quốc gia Úc) 

## Đặc điểm
Các tiêu chuẩn xuất sắc cho bồ câu Serbia đã được thông qua trong đó các đặc tính quan trọng nhất của giống bồ câu này là: có khả năng bay cao, chuyến bay dài, có thể bay tạo nhóm và bay vòng quanh. Nhìn tổng thể thì chúng là giống nhỏ gọn vừa với đỉnh dọc phẳng, xuất hiện sống động như thể sẵn sàng để bay cao. Cái đầu chúng dài và hẹp với độ phẳng rõ rệt trên đầu, trán để xiên xuống phù hợp với chiếc mỏ.
Mào của chúng bằng phẳng trên mặt sau của hộp sọ đạt tới ngay trên đỉnh đầu. Thân hình ngắn và mập mạp nhưng rắn chắc và cơ bắp. Lông được kết cấu chặt chẽ không có khoảng trống. Mắt được tập trung ngay trước giữa của hộp sọ phục vụ cho việc định vị tốt. Cái cổ chúng trông mập mạp. Thon nhẹ từ cơ thể đến đầu. Chiều dài cổ để được cân đối với cơ thể. Đuôi ngắn, cánh dài đạt chóp đuôi với sải cánh mạnh mẽ và nổi bật. Kích thước chúng khoảng từ 170-255 gram (6-9 ounces). Da chúng có màu đỏ.